# Syndrome de Korsakoff
Pour les articles homonymes, voir Korsakoff.
 Mise en garde médicale
Le syndrome de Korsakoff (ou syndrome amnésique avec fabulations ou psychose de Korsakoff ou démence de Korsakoff) est un trouble neurologique d'origine multifactorielle dont une carence en thiamine (vitamine B1) au niveau du cerveau. Il se manifeste par des troubles neurologiques notamment de la cognition (amnésie).
Sa survenue est souvent liée à un trouble de l'usage de l'alcool. Elle peut être due plus rarement à certaines formes sévères de malnutrition.
C'est une complication de l'encéphalopathie de Wernicke, bien que chez certains patients la maladie soit passée totalement inaperçue. Victor et al. ont rapporté un syndrome de Korsakoff chez 84 % de leurs patients alcooliques préalablement atteints d'encéphalopathie de Wernicke.
Ce syndrome a été décrit par le neuropsychiatre russe Sergei Korsakoff à la fin du XIXe siècle.

## Épidémiologie
Une enquête épidémiologique du syndrome de Korsakoff effectuée à La Haye, Pays-Bas, en 1987 révèle une prévalence de 4,8 pour 10 000 habitants. L'âge moyen des patients était de 62 ans. Soixante-quinze pour cent de tous les patients avaient déjà bénéficié d'au moins une hospitalisation parfois de longue durée.
Ce trouble semble sous-diagnostiqué. Il existe une grande différence entre la maladie diagnostiquée cliniquement et des autopsies systématiques.

## Causes
- Alcoolodépendance
- Kyste du septum pellucidum[Note 1],[5]
- Vomissements fréquents dont les femmes enceintes qui ont des vomissements excessifs (hyperemesis gravidarum)[6],[7]
- SIDA avec encéphalopathie à cytomégalovirus (CMV)[8]
- Régime très restrictif / troubles du comportement alimentaire[réf. nécessaire]
- Autre cause de carence en vitamine B1 comme les suites de gastrectomie[9]
- Chorée fibrillaire de Morvan avec atteinte encéphalique (les troubles sont souvent moindres) par dépôt d'anticorps anti- VGKC sur les neurones. Le tableau est complété par des myokimies fasciculations et souvent troubles du sommeil et troubles dysautonomiques.

## Diagnostic

### Clinique
Les symptômes majeurs du syndrome de Korsakoff sont :
- une amnésie antérograde (ne peut plus acquérir de nouvelles informations en mémoire à long terme) ;
- une désorientation temporo-spatiale c'est-à-dire une incapacité de se repérer par rapport au temps et à l’espace. En général, la désorientation temporelle précède la désorientation spatiale[11] ;
- une difficulté à la restructuration perceptive (insight) ;
- une anosognosie (incapacité à prendre conscience de la pathologie) ;
- une amnésie rétrograde des dernières années de sa vie (l'individu ne se souvient plus de son passé proche -mais a tendance à se souvenir de son passé lointain-) ;
- la répétition immédiate est conservée ;
- fabulations et fausses reconnaissances ;
- des persévérations (radotage) ;
- une apathie et un émoussement émotionnel.

Dans les cas les plus typiques, il n'y a pas d'autre trouble cognitif. Cependant, une altération des fonctions exécutives est fréquente avec une diminution des performances globales.
Plus que d'une typologie spécifique du syndrome de Korsakoff, certains auteurs, à la suite de R.S. Ryback, préfèrent parler d'un continuum entre les troubles cognitifs des patients alcooliques non-korsakoff et ceux des patients Korsakoff, continuum allant de l'encéphalopathie de Wernicke au syndrome de Korsakoff en passant par un syndrome intermédiaire, le syndrome de Wernicke-Korsakoff. Cette théorie du continuum postule que l’alcool affecte le cerveau et la cognition de manière légère à modérée chez les alcooliques non-Korsakoff jusqu’aux déficits sévères du syndrome de Korsakoff,. Il existe des troubles de la mémoire de travail aussi bien chez les patients avec un syndrome de Korsakoff que chez les patients alcooliques sans complications neurologiques. La mémoire sémantique (apprentissage d'un nouveau vocabulaire, de concepts) est partiellement altérée chez les patients avec une alcoolodépendance chronique et ces troubles sont encore plus marqués chez les patients atteints d'un syndrome de Korsakoff.

### Pathologies associées

#### Conséquences de l'alcoolodépendance
- Polyneuropathie (polynévrite) axonale carentielle (vitamines B1 et B6) de type sensitivo-motrice sévère et/ou névrite optique rétrobulbaire[14]
- Encéphalopathie de Wernicke
- Cancers, notamment cancers ORL
- Cardiomyopathie dilatée

### Examens complémentaires

Vue 3D des corps mamillaires (en rouge).
Cliquer pour l'animation.

#### Imagerie
- Scanner

« Le scanner a permis de faire plusieurs observations importantes en relation avec l’alcoolisation :
- présence d’une atrophie corticale globale et d’une dilatation ventriculaire chez les alcooliques chroniques, partiellement réversible, et dont le mécanisme (perte cellulaire ou variation de l’hydratation ou de la myélinisation) reste discuté ;
- possibilité d’une atteinte plus spécifique du lobe frontal et des régions diencéphaliques, ces anomalies étant, elles, mieux corrélées aux déficits cognitifs. »
- IRM morphologique (classique)

Une IRM peut retrouver une lésion dans le système limbique, au niveau des corps mamillaires, des noyaux thalamiques dorso-médian et antérieur, ainsi qu'aux noyaux septaux. Pour cela, on a décrit ce syndrome comme un syndrome amnésique touchant le diencéphale.
Mais il est souvent associé à une atrophie cérébrale généralisée avec dilatation ventriculaire, une atteinte des lobes temporaux internes, une perte de volume de l'hippocampe, du cortex frontal, du cervelet, du corps calleux, du pont, du mésencéphale et surtout une atteinte du cortex cingulaire,.
L'atteinte du pont pourrait être en rapport avec une forme infraclinique de syndrome de myélinolyse centro-pontine.
L'atteinte du corps calleux pourrait être en rapport avec une forme infraclinique de syndrome de Marchiafava-Bignami.
- IRM fonctionnelle

Pendant une expérience d'apprentissage, une étude sur un seul patient aurait montré une absence d'activation de l'hippocampe lors de l'encodage et de la récupération des visages en IRM fonctionnelle.
- PET scan

Le PET scan montre qu'il y a une diminution du métabolisme du glucose dans le précuneus et le gyrus cingulaire chez les patients avec un syndrome de Korsakoff. Ce n'est pas un examen fait en routine.

#### Sanguin
L'analyse sanguine retrouve un déficit en thiamine. Ce dosage est corrélé aux performances mnésiques (r=0,39 ; p=0,04).

## Mécanisme / Physiopathologie

### Carence en thiamine
Les conditions qui entraînent un déficit en vitamine B1 sont l'alcoolisme chronique et la malnutrition sévère. L'alcoolisme peut être un indicateur de mauvaise nutrition qui, associée à l'inflammation gastrique, un déficit de stockage de la thiamine et une diminution de la phosphorylation de la thiamine en forme activée (thiamine diphosphate) cause la carence en thiamine.

### Toxicité directe de l'alcool
L'alcool active les récepteurs du GABA, inhibiteurs, et inhibe les récepteurs du glutamate, excitateurs. Ces mécanismes expliquent son effet sédatif. Mais ces anomalies semblent réversibles. Ils pourraient avoir un rôle dans un processus inflammatoire ou modifier la plasticité synaptique.

### Psychologique
Classiquement, le syndrome de Korsakoff est décrit comme un syndrome amnésique diencéphalique avec une impossibilité d'apprendre des évènements récents. En réalité, on observe une impossibilité d'établir une stratégie, d'organiser un comportement (syndrome dysexécutif), une conservation de la mémoire du langage (mémoire sémantique) et de la mémoire procédurale avec possibilité d'apprendre des comportements procéduraux (comme faire du vélo) mais sans le souvenir d'avoir appris ces comportements.
Au début, on pensait que les patients avec un syndrome de Korsakoff utilisaient les fabulations pour combler les trous de mémoire. Cependant, on a montré que la fabulation et l'amnésie ne sont pas nécessairement présentes toutes les deux. Des études ont montré qu'il y a une dissociation entre les fabulations provoquées, des fabulations spontanées et des fausses mémoires. Ainsi, les patients peuvent être amenés à croire des choses qui ne sont pas arrivées comme d'autres personnes qui ne sont pas atteintes de ce syndrome.

#### Troubles de la mémoire
Le syndrome de Korsakoff est classiquement décrit comme un déficit disproportionné de la mémoire comparativement aux autres sphères de la cognition. L’amnésie antérograde, c’est-à-dire l'impossibilité d'apprendre de nouvelles choses, est donc l’atteinte cognitive au premier plan dans cette pathologie. 
Différentes hypothèses explicatives ont été avancées. La première propose l’existence d’un déficit des capacités de récupération des informations en mémoire épisodique. Cependant les troubles de récupération des patients amnésiques sont parfois considérés comme une simple conséquence de l’amnésie plutôt que comme son origine.
Une autre hypothèse propose un déficit des capacités d’encodage en mémoire épisodique lié notamment à l’utilisation de stratégies d’encodage superficielles et donc inefficaces ne permettant pas de retrouver ultérieurement l’information de manière efficace dans une tâche de reconnaissance.

#### Troubles visuo-constructifs
Les patients Korsakoff sont décrits comme présentant des performances altérées aussi bien dans les tâches visuo-perceptives que visuo-spatiales. L’apprentissage perceptif serait quant à lui préservé lorsqu’il n’implique pas de fonctions cognitives coûteuse ou lorsque le délai entre l’apprentissage et le test est court. Un délai d’une journée entre la fin des sessions d’apprentissage et le test suffirait à entrainer des performances déficitaires chez les patients atteints du syndrome de Korsakoff.

#### Troubles des fonctions exécutives
L’ensemble des études décrit une atteinte des capacités d’organisation, d’inhibition, de flexibilité, de mise à jour, de classement, d’estimation cognitive et de prise de décision.

#### Troubles de la mémoire autobiographique
Tout comme l’avait noté Korsakoff dès ses premières descriptions, l’amnésie rétrograde dans le syndrome de Korsakoff s’étend sur plusieurs années ou même plusieurs décennies. Selon Kopelman, le dysfonctionnement frontal présent dans le syndrome de Korsakoff pourrait être à l’origine des déficits de récupération des informations autobiographiques dans cette pathologie.

## Traitement et prise en charge

### Préventif
- Information de la population sur les conséquences de l'abus d'alcool et supplémentation des aliments en vitamine B1 par les industriels (déjà proposée pour la bière ou la farine en Australie)[28].
- Prise en charge addictologique.
- Supplémentation par vitaminothérapie intraveineuse lors des hospitalisations des patients alcoolodépendants.
- Détection précoce d'un syndrome de Korsakoff lors d'un épisode d'encéphalopathie de Gayet-Wernicke[29].

### Une fois le trouble installé

#### Médicamenteux
Le traitement consiste en des injections intraveineuses ou intramusculaires de thiamine, associées à une bonne nutrition et hydratation. Ce traitement est largement recommandé mais l'évaluation de ce traitement (le rythme et la posologie) n'est pas suffisamment étudiée d'après la collaboration Cochrane.
Cependant, les lésions cérébrales et l'amnésie ne répondent pas toujours à la thérapie. Dans certains cas, un traitement prolongé est nécessaire. Le traitement du patient nécessite de prendre de la thiamine par voie orale pendant 3  à   12 mois, bien que seulement 20 pour cent des cas soient réversibles. Si le traitement est un succès, l'amélioration apparait dans les deux ans bien que la récupération soit lente et souvent incomplète[réf. nécessaire].

#### Psychologique
Les patients atteints du syndrome de Korsakoff d’origine éthylique peuvent bénéficier d’une prise en charge neuropsychologique des troubles mnésiques qui permet une amélioration de leur qualité de vie. Cette rééducation spécifique se fonde sur un bilan cognitif et écologique, sur l’apprentissage de l’utilisation d’orthèses mnésiques et sur l’exploitation des capacités préservées de mémoire implicite et procédurale. La remédiation cognitive est destinée à agir spécifiquement sur l’altération des processus attentionnels, mnésiques, langagiers et exécutifs, de manière à permettre une action indirecte sur les déficits fonctionnels affectant la vie quotidienne. Elle ne se place pas en concurrent des traitements médicamenteux ou de la psychothérapie mais elle est conçue comme une nouvelle modalité thérapeutique venant compléter leurs effets.

#### Prise en charge sociale
On a longtemps cru que les patients souffrant du syndrome de Korsakoff avaient besoin de soins permanents. C'est souvent le cas, mais la réhabilitation[Laquelle ?] peut apporter un certain niveau, toutefois limité, d'indépendance.
- La réorientation et la simplification de l'environnement pourrait être utile[réf. nécessaire].

## Histoire et société

### Histoire
Le syndrome de Korsakoff a été décrit par le neuropsychiatre Sergueï Korsakoff en 1889. Il présente le premier cas de névrite multiple en 1889, où il détaille l'association d'une polyneuropathie et de ce qui deviendra le syndrome de Korsakoff chez des patients alcooliques,[source insuffisante],.

### Cas célèbres
Une célèbre histoire à propos d'un cas a été rapportée par le neurologue Oliver Sacks : Le marin perdu et Une question d'identité sont rapportés dans son livre L'Homme qui prenait sa femme pour un chapeau.
Certaines personnes célèbres ont souffert de ce syndrome : le comédien allemand Harald Juhnke (en), l'artiste australien Charles Blackman et le présentateur australien Graham Kennedy.

## Littérature
Le syndrome de Korsakoff est un roman d’Isabelle Lévesque (Les Éditions de minuit, 1994) dans lequel la narratrice tente de rassembler les souvenirs épars de Duc, atteint du syndrome. 

« Le jour, il venait me confier les rescapés de sa mémoire et avec le temps, à mesure qu’avançait le travail de sape, un peu plus encore, le replâtrage, puis la recréation de ses souvenirs récents. »